# Arcade (bài hát)
"Arcade" là một bài hát tiếng Anh của ca sĩ người Hà Lan Duncan Laurence. Đây là ca khúc đại diện cho Hà Lan trong cuộc thi Eurovision Song Contest 2019 tổ chức tại Tel Aviv, Israel và đạt vị trí quán quân chung cuộc của cuộc thi. Bài hát được phát hành dưới định dạng tải kỹ thuật số vào ngày 7 tháng 3 năm 2019. Ca khúc được viết bởi Duncan Laurence, Joel Sjöö, Wouter Hardy và Will Knox. Sau khi danh sách đầy đủ các bài hát được công bố, "Arcade" nhận được tỷ lệ yêu thích cao hơn hẳn và giành chiến thắng trong cuộc thi. Tựa đề bài hát nhắc đến trò chơi arcade, với phần lời có câu: "Small-town boy in a big arcade, I got addicted to a losing game".

## Danh sách bài hát
| Tải kỹ thuật số | Tải kỹ thuật số | Tải kỹ thuật số |
| STT             | Nhan đề         | Thời lượng      |
| --------------- | --------------- | --------------- |
| 1.              | "Arcade"        | 3:03            |

| Tải kỹ thuật số – acoustic | Tải kỹ thuật số – acoustic  | Tải kỹ thuật số – acoustic |
| STT                        | Nhan đề                     | Thời lượng                 |
| -------------------------- | --------------------------- | -------------------------- |
| 1.                         | "Arcade" (acoustic version) | 3:19                       |

| Đĩa than 7-inch | Đĩa than 7-inch             | Đĩa than 7-inch |
| STT             | Nhan đề                     | Thời lượng      |
| --------------- | --------------------------- | --------------- |
| 1.              | "Arcade"                    | 3:03            |
| 2.              | "Arcade" (acoustic version) | 3:19            |

| Tải kỹ thuật số – song ca | Tải kỹ thuật số – song ca | Tải kỹ thuật số – song ca |
| STT                       | Nhan đề                   | Thời lượng                |
| ------------------------- | ------------------------- | ------------------------- |
| 1.                        | "Arcade" (ft. Fletcher)   | 3:07                      |

| Tải kỹ thuật số – Sam Feldt remix | Tải kỹ thuật số – Sam Feldt remix | Tải kỹ thuật số – Sam Feldt remix |
| STT                               | Nhan đề                           | Thời lượng                        |
| --------------------------------- | --------------------------------- | --------------------------------- |
| 1.                                | "Arcade (Sam Feldt remix)"        | 2:33                              |

## Xếp hạng
| Xếp hạng (2019–2021)                      | Thứ hạng cao nhất |
| ----------------------------------------- | ----------------- |
| Áo (Ö3 Austria Top 40)                    | 22                |
| Bỉ (Ultratop 50 Flanders)                 | 2                 |
| Bỉ (Ultratop 50 Wallonia)                 | 31                |
| Canada (Canadian Hot 100)                 | 45                |
| Croatia (HRT)                             | 32                |
| Cộng hòa Séc (Singles Digitál Top 100)    | 23                |
| Đan Mạch (Tracklisten)                    | 23                |
| Estonia (Eesti Tipp-40)                   | 1                 |
| Euro Digital Song Sales (Billboard)       | 2                 |
| Phần Lan Digital Song Sales (Billboard)   | 8                 |
| Pháp (SNEP)                               | 42                |
| Đức (GfK)                                 | 26                |
| Global Billboard 200                      | 36                |
| Hy Lạp (IFPI)                             | 2                 |
| Hungary (Stream Top 40)                   | 34                |
| Iceland (RÚV)                             | 1                 |
| Iceland (Tonlist)                         | 2                 |
| Ireland (IRMA)                            | 23                |
| Israel (Media Forest)                     | 3                 |
| Latvia (LaIPA)                            | 6                 |
| Lithuania (AGATA)                         | 2                 |
| Luxembourg Digital Song Sales (Billboard) | 1                 |
| Malaysia (RIM)                            | 4                 |
| Hà Lan (Dutch Top 40)                     | 1                 |
| Hà Lan (Mega Top 50)                      | 1                 |
| Hà Lan (Single Top 100)                   | 1                 |
| New Zealand (Recorded Music NZ)           | 39                |
| Na Uy (VG-lista)                          | 10                |
| Bồ Đào Nha (AFP)                          | 6                 |
| Scotland (OCC)                            | 24                |
| Singapore (RIAS)                          | 5                 |
| Slovakia (Singles Digitál Top 100)        | 29                |
| Slovenia (SloTop50)                       | 40                |
| Tây Ban Nha (PROMUSICAE)                  | 38                |
| Thụy Điển (Sverigetopplistan)             | 6                 |
| Thụy Sĩ (Schweizer Hitparade)             | 6                 |
| Anh Quốc (OCC)                            | 29                |
| Ukraina (Tophit)                          | 48                |
| Hoa Kỳ Billboard Hot 100                  | 30                |
| Hoa Kỳ Adult Contemporary (Billboard)     | 10                |
| Hoa Kỳ Adult Pop Airplay (Billboard)      | 4                 |
| Hoa Kỳ Pop Airplay (Billboard)            | 7                 |
| Hoa Kỳ Radio Songs (Billboard)            | 9                 |

| Xếp hạng (2019)         | Thứ hạng |
| ----------------------- | -------- |
| Bỉ (Ultratop Flanders)  | 23       |
| Hà Lan (Dutch Top 40)   | 3        |
| Hà Lan (Single Top 100) | 9        |

## Chứng nhận
| Quốc gia | Chứng nhận  | Số đơn vị/doanh số chứng nhận |
| --- | ----------- | ----------------------------- |
| Úc (ARIA)                                                                                                   | Bạch kim    | 70.000‡                       |
| Áo (IFPI Áo)                                                                                                | Bạch kim    | 30.000‡                       |
| Bỉ (BEA) | Bạch kim    | 40.000‡                       |
| Canada (Music Canada)                                                                                       | Bạch kim    | 80.000‡                       |
| Đan Mạch (IFPI Đan Mạch)                                                                                    | Vàng        | 45.000‡                       |
| Ý (FIMI) | Vàng        | 35.000‡                       |
| México (AMPROFON)                                                                                           | Bạch kim    | 60.000‡                       |
| Hà Lan (NVPI)                                                                                               | 4× Bạch kim | 80.000‡                       |
| Na Uy (IFPI)                                                                                                | Vàng        | 30.000‡                       |
| Ba Lan (ZPAV)                                                                                               | 3× Bạch kim | 0‡                            |
| Bồ Đào Nha (AFP)                                                                                            | Bạch kim    | 10.000‡                       |
| Anh Quốc (BPI)                                                                                              | Bạc         | 200.000‡                      |
| Hoa Kỳ (RIAA)                                                                                               | Bạch kim    | 1.000.000‡                    |
| Streaming                                                                                                   |             |                               |
| Hy Lạp (IFPI Hy Lạp)                                                                                        | Vàng        | 1.000.000                     |
| Thụy Điển (GLF)                                                                                             | Vàng        | 4.000.000                     |
| ‡ Chứng nhận dựa theo doanh số tiêu thụ và phát trực tuyến. · Chứng nhận dựa theo doanh số phát trực tuyến. |             |                               |